# Agreste Potiguar
Cet article concerne la mésorégion. Pour la microrégion, voir Agreste Potiguar (microrégion).

Étendue de la région de l'agreste Potiguar.

L'Agreste Potiguar est l'une des 4 mésorégions de l'État du Rio Grande do Norte. Elle regroupe 43 municipalités, regroupées en 3 microrégions.

## Données
En 2006, la région compte 414 021 habitants pour 9 367 km2.

## Microrégions
La mésorégion de l'agreste Potiguar est subdivisée en 3 microrégions :
- l'Agreste Potiguar ;
- la Baixa Verde ;
- la Borborema Potiguar.